# Москворецко-Окская равнина
Москворецко-Окская равнина — слабоволнистая местность в юго-западной части Подмосковья, расположена южнее Клинско-Дмитровской гряды на правобережье реки Москвы. Основным типом рельефа района являются слабоволнистые равнины. Однако встречаются участки с отчётливо выраженным холмистым рельефом. В целом же аккумулятивно-ледниковые формы рельефа выражены в этом районе слабо и встречаются в основном в центральных частях междуречий. Эрозионное расчленение равнины менее резко выражено, чем на Клинско-Дмитровской гряде.
К Москворецко-Окской равнине относится Теплостанская возвышенность, на которой расположена самая высокая точка Москвы — 253 м.
Входит в Московскую область вместе с болотистой Мещерской низменностью, которая с востока вклинивается примерно между Клязьмой и Москвой-рекой. Самую южную, заокскую, часть области занимает Заокская равнина.

## Растительность
На Москворецко-Окской равнине на водоразделах и в долинах расположен район берёзовых и осиновых лесов и господствовавших здесь когда-то дубрав. Большие площади заняты землями сельскохозяйственного назначения. В бассейне реки Пахры сохранились коренные еловые и сосновые насаждения, возраст которых составляет 250—300 лет. Ельники с примесью липы и лещины, с бересклетом и жимолостью, в напочвенном покрове — злаки и осока волосистая, что свидетельствует о том, что предшественниками ельников здесь были широколиственные леса.
Помимо этого в районе встречаются дубравы и сосняки с дубравными элементами (ветреница лесная, медуница неясная и другие). На сырых местообитаниях невысоких водоразделов (бассейны Пахры и Северки) представлены дубрава разнотравная с таволгой вязолистной и липняк осоково-волосистовый с примесью дуба. Коренных типов леса сохранилось мало, преобладают везде берёзово-осиновые разнотравные леса, но в них присутствует подрост дуба.
Для смешанных лесов Московской области характерны следующие ярусы: древесный — верхний, ниже идёт ярус кустарников, ещё ниже — травяно-кустарничковый и, наконец, мохово-лишайниковый покров.